# تسمم البروتين

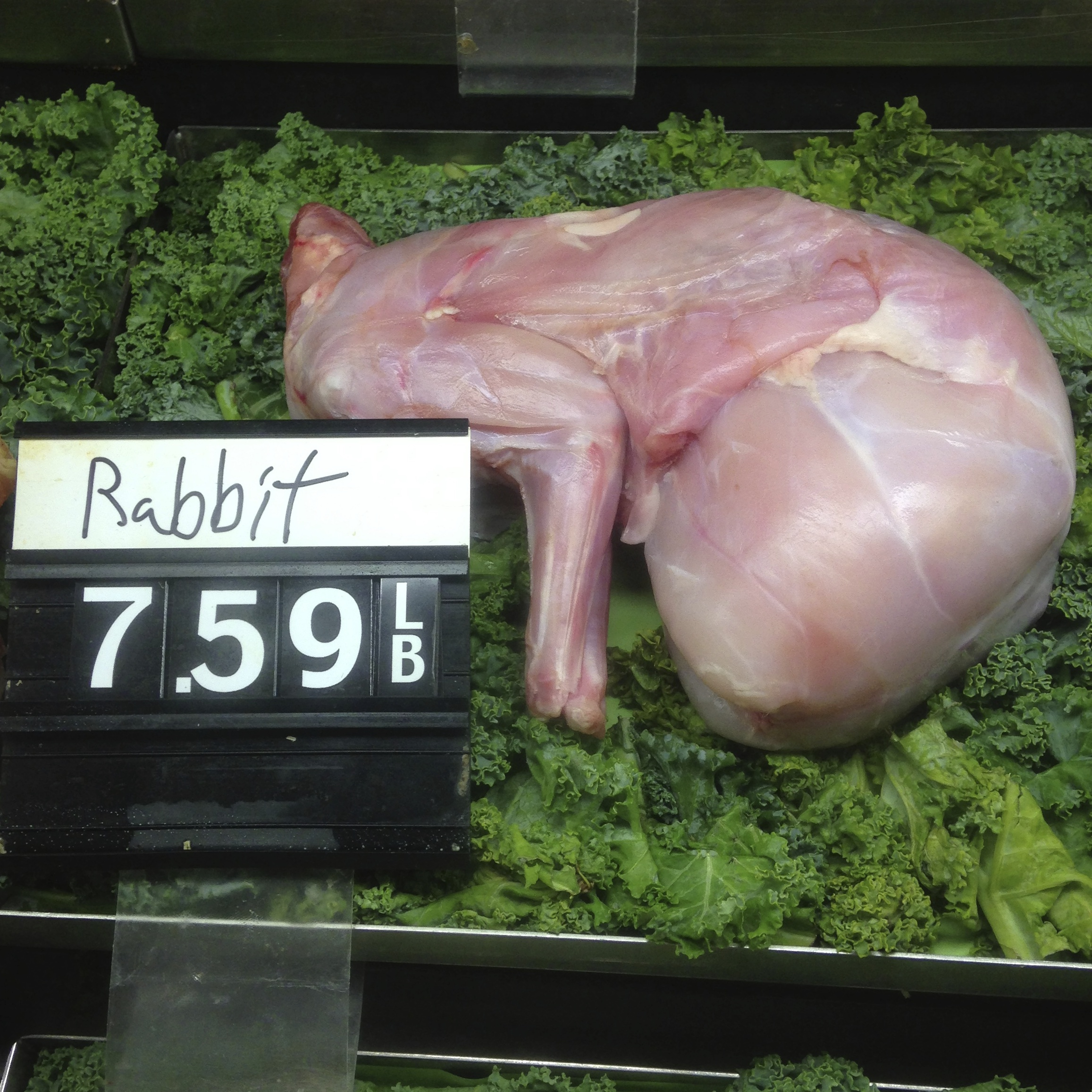

تسمم البروتين يختلف عن سمية البروتين ويُرجى عدم الخلط بينهما.
تسمم البروتين (يشار إليه أيضًا بالعامية على أنه مجاعة الأرانب، أو جوع الدهون الشديد) وهو شكل نادر من سوء التغذية الحاد يُعتقد أن سببه غياب شبه كامل للدهون في النظام الغذائي.
يشار إلى البروتين الزائد أحيانًا على أنه سبب هذه المشكلة، عندما يتم استهلاك اللحوم والدهون بنسبة صحيحة مثل تلك الموجودة في البيميكان (ونسبة الدهون 50٪ من حجمه) يعتبر النظام الغذائي مكتمل غذائياً ويمكن أن يدعم البشر لأشهر أو أكثر. الضغوطات الأخرى مثل البرد القارس أو البيئة الجافة قد تزيد من الأعراض أو تسرع من وقت ظهورها. تشمل الأعراض الإسهال والصداع والتعب وانخفاض ضغط الدم وبطء معدل ضربات القلب وعدم الراحة والجوع (تشبه إلى حد كبير الرغبة في الطعام) التي لا يمكن إشباعها إلا من خلال استهلاك الدهون.
لوحظ تسمم البروتين لأول مرة نتيجة لتناول لحم الأرانب فقط، ومنه جاء مصطلح «مجاعة الأرانب». لحم الأرانب هزيل جدا؛ يحتوي لحم الأرنب التجاري على 50-100 غرام من الدهون القابلة للتشحيم لكل 2 كجم (الوزن الحي). استناداً إلى إنتاج الذبيحة بنسبة 60٪ فإن لحم الأرانب يبلغ حوالي 8.3٪ من الدهون  بينما اللحم البقري ولحم الخنزير 32٪ من الدهون ولحم الضأن 28٪.

## الآليات المحتملة
نظرًا لعدم وجود بيانات علمية حول تأثيرات الوجبات الغذائية عالية البروتين، فإن مجلس التغذية والغذاء في الولايات المتحدة لا يحدد كمية غذائية مرجعية ولا حد أقصى للمغذيات الكبيرة الأقرب للبروتين.

## الملاحظات
في التدريب العسكري الأمريكي للمشاة بالقطب الشمالي (ALIT) يتم تعليم أن لحم الأرانب يستهلك كمية فيتامينات لهضمه أكثر مما يعطي للجسم. ويوصى في حالات البقاء على قيد الحياة الامتناع عن تناول الطعام على الإطلاق إذا كان الأرانب هو الطعام الوحيد المتوفر. وبدلا من تناول لحوم الأرانب (التي تستهلك الدهون والفيتامينات) يمكنك ببساطة غليها لاستخراج الدهون وبعض المعادن والفيتامينات (سيتم تدمير بعض الفيتامينات بفعل درجة الحرارة).

وكتب المستكشف في القطب الشمالي فيلهامور ستيفانسون الذي جرب مجاعة الأرانب بنفسه:
المجموعات التي تعتمد على حيوانات الشحم هي الأكثر حظا في الصيد لأنها لا تعاني من الجوع. هذه المشكلة هي الأسوأ فيما يتعلق بأمريكا الشمالية، من بين أولئك الهنود الذين يعتمدون في بعض الأحيان على الأرانب- أضخم حيوان في الشمال - فإنهم يعانون من جوع الدهون الشديد المعروف باسم مجاعة الأرانب. إن آكلي الأرانب إذا لم يكن لديهم دهون من مصدر آخر - قندس أو موس أو أسماك - سوف يصابون بالإسهال في غضون أسبوع تقريباً مع الصداع والتراخي والشعور بعدم الراحة. إذا كان هناك ما يكفي من الأرانب فإن الناس يأكلون حتى تنفطر بطونهم. ولكن بغض النظر عن مقدار ما يأكلون فإنهم يشعرون بعدم الرضا. يعتقد البعض أن الرجل سيموت في وقت أقرب إذا كان يأكل باستمرار من اللحوم الخالية من الدهون أكثر مما إذا كان لا يأكل شيئا؛ ولكن لم يتم جمع أدلة كافية لاتخاذ قرار بشأن هذا الاعتقاد في الشمال. من النادر حدوث وفيات من مجاعة الأرانب أو من أكل اللحم عديم الدهون الآخر؛ يفهم الجميع ما يحدث، ويتم اتخاذ أي خطوات وقائية ممكنة بشكل طبيعي.
خلال البعثة القطبية الدولية 1881-1884 حدثت تجربة مروعة لـ 25 من أعضاء البعثة، توفي منهم 19 شخصًا، يشير ستيفانسون إلى "تجويع الأرانب" كان هو سبب مشكلة غرايلي "، وأنه ما تسبب في أن " ستة أشخاص فقط قد عادوا".